# HD244641
HD244641 є хімічно пекулярною зорею спектрального класу
A0 й має видиму зоряну величину в смузі V приблизно 10,1.